# Vườn nhỏ anh đào bên mái tranh

Tranh của họa sĩ Vasily Kasyan minh họa cho bài thơ

Vườn nhỏ anh đào bên mái tranh (tiếng Ukraina: Садо́к вишне́вий ко́ло ха́ти) – là một bài thơ của Đại thi hào Taras Shevchenko. Bài thơ này nằm trong tập "Thơ viết trong tù". Bài thơ mô tả cảnh một buổi tối mùa xuân ở một ngôi làng Ukraina, là ước mơ của nhà thơ về hạnh phúc gia đình hòa quyện trong vẻ đẹp của thiên nhiên. Bài thơ về cảnh điền viên gợi nên hình ảnh của vườn địa đàng mà trong sự hình dung của Taras Shevchenko là bản chất sâu xa và đời đời của Ukraina. Đây là một trong những bài thơ mà Taras Shevchenko yêu thích nhất. Ông thường sẵn sàng ghi vào album ký tặng bạn bè.

## Sáng tác và xuất bản
Taras Shevchenko viết bài thơ này trong khoảng thời gian từ 19 – 30 tháng 5 năm 1847, khi còn ở trong nhà tù của Tổng cục III (một cơ quan Cảnh sát mật ngang Bộ) ở Saint Petersburg. Lần đầu tiên bài thơ "Vườn nhỏ anh đào bên mái tranh" được in ở tạp chí "Народное чтение" năm 1859, còn sau đó tạp chí "Русское чтение" in bài thơ này với tên gọi "Вечер" (Buổi chiều).

## Phổ nhạc
Năm 1875 nhạc sĩ Pyotr Ilyich Tchaikovsky phổ nhạc bài thơ này của Taras Shevchenko do Leo Meem dịch ra tiếng Nga. Nhạc phẩm này có tên gọi là "Buổi chiều". 
Thế kỷ XX nhạc sĩ Bogdan Ivanovich Vahnyanin viết bản hợp xướng dùng lời của bài thơ nổi tiếng này.

## Bản dịch tiếng Việt
| Садок вишневий коло хати Садок вишневий коло хати, Хрущі над вишнями гудуть. Плугатарі з плугами йдуть, Співають, ідучи, дівчата, А матері вечерять ждуть. Сем’я вечеря коло хати, Вечірня зіронька встає. Дочка вечерять подає, А мати хоче научати, Так соловейко не дає. Поклала мати коло хати Маленьких діточок своїх, Сама заснула коло їх. Затихло все, тілько дівчата Та соловейко не затих. | Vườn nhỏ anh đào bên mái tranh Bọ cam ra rả gióng trên cành Thợ cày trở về, bao thiếu nữ Vừa đi vừa hát vang trên đường Ở nhà đang chờ bao người mẹ. Nhà nhà ăn tối bên mái tranh Ngôi sao ban chiều đang nhô lên Cô con gái nhỏ bày bữa tối Người mẹ dường như bỗng cằn nhằn Mà tiếng oanh vàng như cản lại. Mẹ đặt con nằm bên mái tranh Những đứa con thơ bé của mình Bên con mẹ cùng thiêm thiếp ngủ Tất cả lặng yên… còn thiếu nữ Và tiếng dạ oanh vẫn không ngừng. |

Bản dịch của Nguyễn Viết Thắng